# 鳥越健治
鳥越 健治（とりごえ けんじ、1942年5月6日 - ）は、日本の元裁判官。元広島高等裁判所長官。鳥取県出身。

## 人物
2004年2月大阪市住吉区で、当時所長を務めていた大阪地方裁判所からの帰宅途中、数人組の男により暴行を受け現金6万3000円を奪われ、腰の骨を折る重傷を負った（大阪地裁所長襲撃事件）。後、この強盗傷害事件において被告人となった4人の男は、2008年9月までにいずれも無罪判決が確定した。

## 略歴
- 1966年 京都大学法学部卒業
- 1968年 判事補任官、その後、高知地方裁判所、京都地方裁判所、福岡地方・家庭裁判所飯塚支部に勤務
- 1977年 松江地方・家庭裁判所判事補
- 1978年 松江地方・家庭裁判所判事
- 1981年 大阪地方裁判所判事、大阪高等裁判所判事職務代行
- 1984年 司法研修所教官
- 1988年 大阪高等裁判所判事
- 1989年 大阪高等裁判所事務局長
- 1994年 大阪地方裁判所判事部総括
- 1998年 徳島地方・家庭裁判所所長
- 1999年 大阪高等裁判所判事部総括
- 2001年 大阪地方裁判所所長
- 2005年5月 - 2007年5月 広島高等裁判所長官